# Mark 39 (核爆弾)
Mark 39はアメリカ合衆国が開発した核爆弾。ローレンスリバモア国立研究所で開発されたものであり、ミサイル搭載用にW39核弾頭も実用化された。
Mark 15核爆弾の発展型であり、実験兵器TX-15-X3を基にしている。Mark 39のサイズは、直径35-44インチ、長さ136-140インチ、重量6,650-6,750ポンド。核出力はY1型が3Mt、Y2型が4Mt。減速用パラシュートを有し、信管は空中爆発および触発やレイダウン投下用遅延信管が用意された。1957年から1959年にかけて700発が生産されている。アメリカ空軍のB-58のMB-1CポッドやB-36などの大型爆撃機搭載のほか、アメリカ海軍のA-3攻撃機に搭載された。
W39核弾頭は、アメリカ陸軍のレッドストーン弾道ミサイルやアメリカ空軍のSM-62 スナーク巡航ミサイル向けの弾頭として配備された。SM-64ナバホ長距離巡航ミサイルの弾頭としても検討されていた。レッドストーン向けが60発、スナーク向け30発の計90発が生産されている。